# Бальцарек, Алеш
Алеш (Алексадр) Бальцарек (чеш. Aleš Balcárek; 21 февраля 1840, Шумвальд, Австрийская империя (ныне район Оломоуц, Оломоуцкого края Чехии) - 1 мая 1862, Прага) — чешский и моравский поэт.

## Биография
Родился в крестьянской семье. Вскоре осиротел. Учился в латинской гимназии в Оломоуце, где на него повлияли патриоты из оломоуцкого общества и общение с чешскими единомышленниками. Служил певцом в хоре церкви Святого Морица.
После конфликта с руководством гимназии переехал в Вену. Зарабатывал на жизнь копированием нот и продажей книг. Получив предложение занять место корректора в чешском юмористическом и сатирическом еженедельнике «Humoristické listy», переехал в Прагу. В 1861 году в Праге поступил на технический факультет местного университета.
Будучи патриотом, в Вене был членом общества «Моравия», а в Праге — «Бланика», во время праздников 1861 года принял участие в Моравском празднике в Гостыне, где получил признание как поэт.

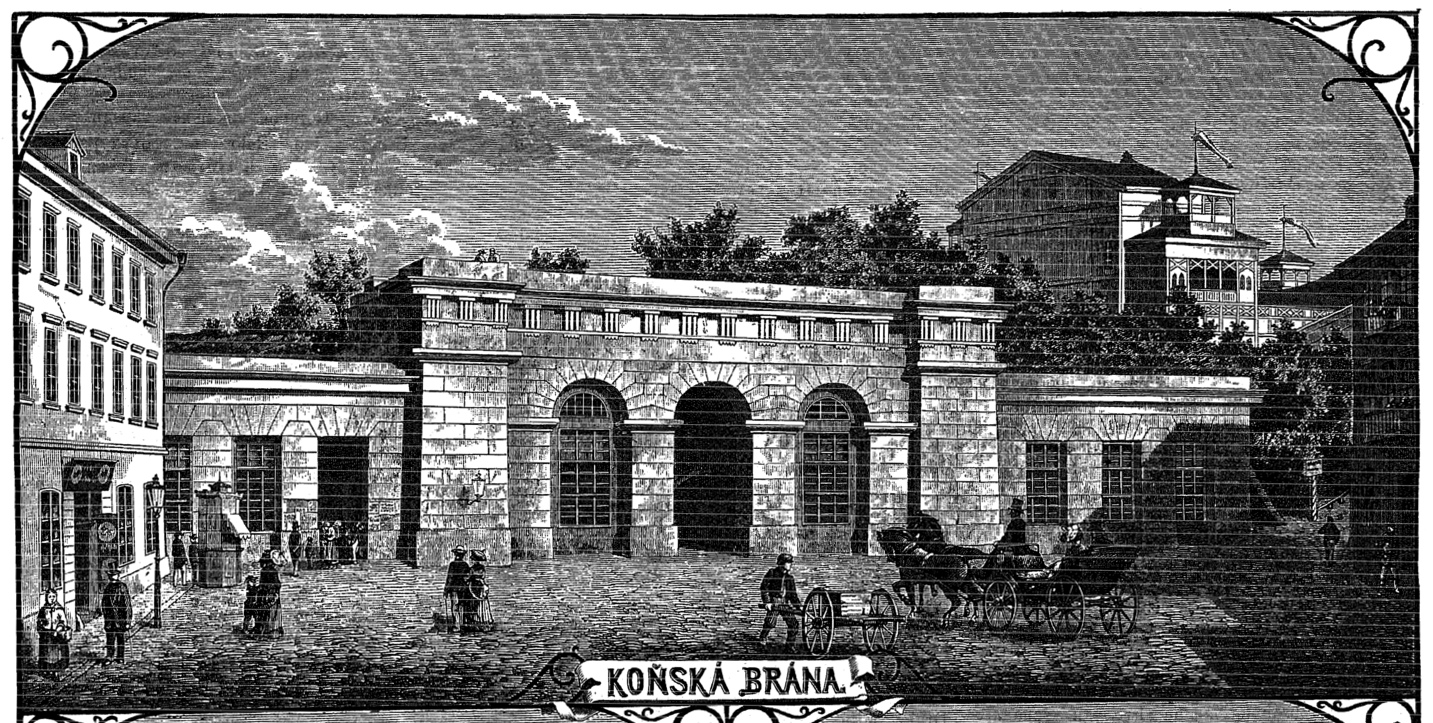
Конские ворота (1876)

В начале 1862 года серьёзно заболел и начал проявлять признаки психического заболевания. 30 апреля 1862 года получил серьёзные травмы в результате падения (возможно, самоубийства) с Конских ворот и умер той же ночью в больнице.
Похоронен на Ольшанском кладбище в Праге.

## Творчество
В своё время считался одним из самых популярных поэтов Моравии. Однако из-за ранней смерти не смог полностью развить своё творчество. Творил под влиянием романтизма, историзма и панславизма.
В своей поэзии обращался к славянству, воспевал красоту Моравии и её историю, староморавский период правления рода Святополков, выступал за единство Моравии с Чехией и Словакией.
Автор сборника «Pozůstalé básně» (изд. 1862 и 1874), кроме того, писал стихи для некоторых журналов.